# Бутринти
Бутри́нти (лат. Buthrotum, алб. Butrint или Butrinti) — археологический музей-заповедник на юге Албании неподалёку от Саранды, близ границы с Грецией. Расположен на берегу одноимённого озера, в двух километрах от Ионического моря, напротив острова Керкира. Современная албанская деревня с названием Бутринти расположена поблизости.
В 1992 году раскопки греческого и римского городов включены в список объектов Всемирного наследия ЮНЕСКО. В 1999 году объект расширен включением в него средневековой венецианской крепости.

## История
Первые здешние поселения были основаны греками в VI веке до н. э. как колония Коринфа и Керкиры. Начиная с того периода полис был известен под названием Бутротон. Со 167 года до н. э., со времени образования римлянами новой провинции после успешного окончания 3-й Македонской войны, город получил название Бутрот (лат. Buthrotum). В 551 году Бутрот был разрушен вестготами. Позднее Бутрот находился в составе Византийской провинции Эпир.
В XIV в. Бутротом владела Венецианская республика, но уже в следующем веке город был окончательно заброшен после турецкого завоевания.

## Современное состояние

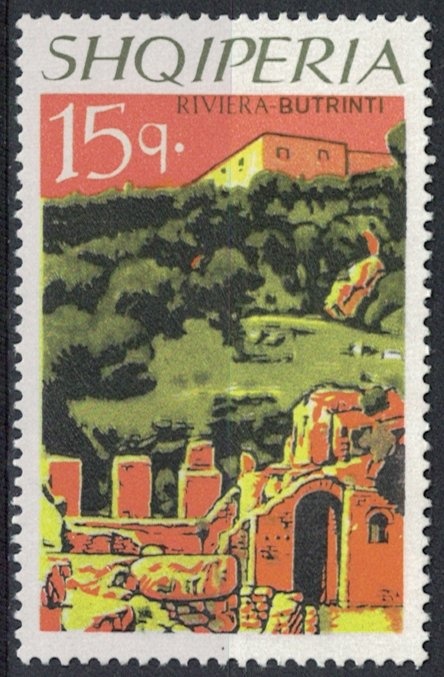
Почтовая марка Албании, посвящённая Бутринти, 1967

Бутринти частично раскопан в 1928—1935 годах итальянским учёным Л. Уголини. Раскрыты окружавшие акрополь стены V—IV веков до н. э. с воротами (в том числе «Львиные ворота с рельефным изображением льва на архитраве»). В нижнем городе — святилище Асклепия со статуей бога, театр III в. до н. э. с 19 рядами скамей и мраморными статуями, остатки жилых и общественных зданий. После Второй мировой войны раскопки были продолжены.
В 1959 году, к визиту в Албанию Н. С. Хрущёва, к Бутринти была проложена асфальтированная дорога от города Саранда, находящегося в 15 км севернее.